# A Mistake
A Mistake ist ein Thriller von Christine Jeffs. Er basiert auf einem Bestseller von Carl Shuker. Der Film mit Elizabeth Banks, Simon McBurney und Mickey Sumner in den Hauptrollen feierte im Juni 2024 beim Tribeca Film Festival seine Premiere.

## Handlung
In einem Krankenhaus im neuseeländischen Auckland. Während einer Operation trifft die erfahrene Chirurgin Elizabeth Taylor eine schicksalshafte Entscheidung, indem sie ihrem jungen Kollegen die Leitung eines heiklen Eingriffs überlässt. Taylor kann das Leben der jungen Patientin namens Lisa retten, weist ihren Kollegen jedoch an, ihren Eltern nichts von dem Vorfall zu erzählen. Er solle ihnen einfach sagen, die Operation sei gut verlaufen. Am nächsten Tag erfährt Taylor jedoch, dass Lisa auf der Intensivstation an den Folgen einer Blutvergiftung gestorben ist.
Um Richard zu schützen übernimmt Liz für den Fehler die volle Verantwortung. Lisas Eltern Tessa und Owen verlangen Aufklärung, warum ihre 29-jährige Tochter gestorben ist. Als diese eine formelle Beschwerde einreichen und ihre Geschichte an die Presse bringen, gerät Liz in die öffentliche Schusslinie. Auch intern erfährt Liz Kritik. Der Chefarzt Andrew McGrath ist unterdessen darauf bedacht, den Ruf der Einrichtung zu schützen. All dies führt zu Spannungen in der Beziehung mit ihrer Lebensgefährtin Robin, die in dem Krankenhaus als OP-Schwester arbeitet.

## Produktion

### Regie, Drehbuch und Besetzung
„Mir ist es sehr wichtig, erfolgreiche, verletzliche, echte Frauenfiguren darzustellen.“

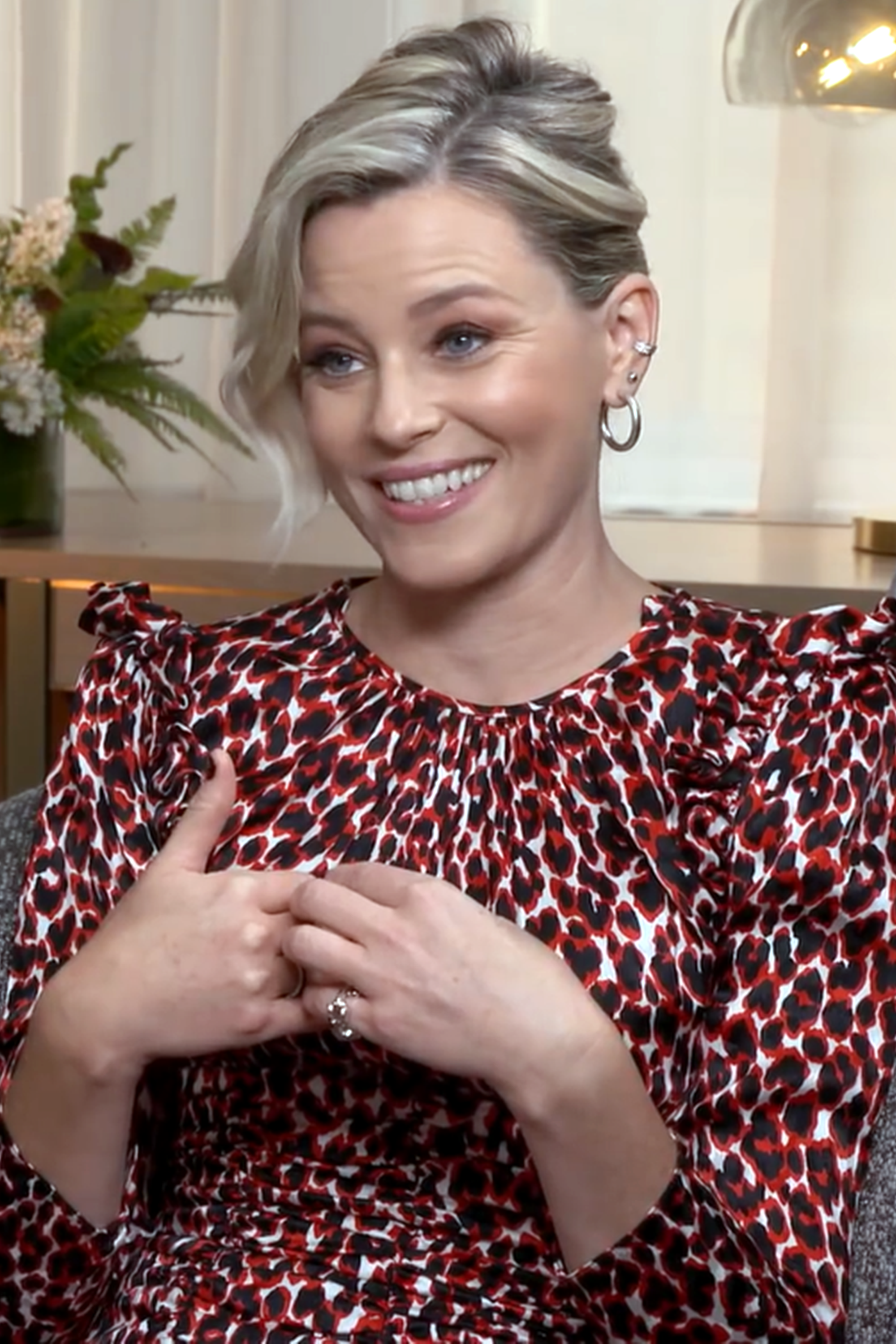
Elizabeth Banks spielt die Chirurgin Liz Taylor

Der Film basiert auf dem Roman A Mistake von Carl Shuker aus dem Jahr 2019. Er war viele Jahre lang Herausgeber des British Medical Journal. Regie führte Christine Jeffs, die auch Shukers Roman für den Film adaptierte, der sie wegen der starken weiblichen Charaktere beeindruckte. Es handelt sich bei A Mistake um ihren vierten Spielfilm nach Rain – Regentage von 2001, Sylvia von 2003 und Sunshine Cleaning von 2008. Geprägt wurde die in Neuseeland geborene Filmemacherin bei ihrer Arbeit von ihren persönlichen Erfahrungen mit dem Gesundheitssystem. Ihr Partner war wegen einer Sepsis nach einem medizinischen Eingriff ins Koma gefallen, lag im Sterben und überlebte.
Die US-Amerikanerin Elizabeth Banks spielt in der Hauptrolle die Chirurgin Liz Taylor. Richard Crouchley spielt den unerfahrenen Assistenzarzt Richard Whitehead, dem sie den heiklen Eingriff überlässt. Acacia O’Connor spielt Lisa, die junge Patientin, die sie operieren. Rena Owen und Matthew Sunderland sind in den Rollen ihrer Eltern Tessa und Owen zu sehen. Die Britin Mickey Sumner spielt die OP-Schwester Robin, die Lebensgefährtin von Liz, und ihr Landsmann Simon McBurney den Chef der Chirurgie Andrew McGrath. Das Casting übernahmen Amy Dolan, Daniel Hubbard und Miranda Rivers.

### Filmmusik und Veröffentlichung
Die Filmmusik komponierte der Israeli Haim Frank Ilfman, der in der Vergangenheit für Filme wie Die Agentin von Yuval Adler, den israelischen Dokumentarfilm Speer Goes to Hollywood von Vanessa Lapa und den Actionfilm Gunpowder Milkshake von Navot Papushado tätig war. Das Soundtrack-Album mit insgesamt 14 Musikstücken wurde am 10. Dezember 2024 von Intrada Records als Download veröffentlicht.
Die Weltpremiere des Films erfolgte am 7. Juni 2024 beim Tribeca Film Festival. Anfang September 2024 wurde A Mistake beim New Zealand International Film Festival gezeigt. Der US-Kinostart war am 20. September 2024.

## Rezeption
Von den bei Rotten Tomatoes aufgeführten Kritiken sind 72 Prozent positiv.
Lipi Roy schreibt in Forbes, dieser Film sei nicht Grey’s Anatomy, vielmehr solle man ihn sich als eine Mischung aus Apocalypse Now und Zeit der Zärtlichkeit vorstellen. Roy, die selbst Ärztin ist, bemerkt weiter die realistische Darstellung des Lebens eines Chirurgen, insbesondere einer Chirurgin durch Regisseurin Christine Jeffs.